# Lohada, Sedam
Lohada là một làng thuộc tehsil Sedam, huyện Gulbarga, bang Karnataka, Ấn Độ.